# 玛斯昆族国

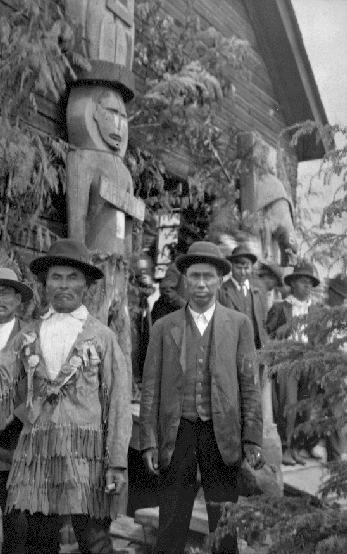
瑪斯昆人

瑪斯昆族國（哈爾魁梅林語：xʷməθkʷəy̓əm）是一個位於加拿大英屬哥倫比亞省的國族，緊鄰溫哥華。
瑪斯昆族人是溫哥華歷史最悠久的著名居民。他們主要居住在瑪斯昆貝丘的旁邊，一個無論貝殼或其他家用殘骸都有數千年的古蹟。而瑪哈里是過去的次要居住地。他們的保留地是由鄰近的哈德遜灣公司探險家西門·菲沙割讓到喬治亞海峽，西門·菲莎曾經被與白人接觸有不好經驗的瑪斯昆族人擊敗，並且被警告即將受到攻擊。
雖然他們今天被限制在城市裡的菲沙河岸，他們的領土曾經包含布勒內灣直到蘇誇密許人和他們的親屬堤斯李瓦圖斯人迫使他們離開。瑪斯昆和蘇誇密許/堤斯李瓦圖斯族國的土地所有權依然有所重疊。19世紀末到20世紀初時，有位酋長aka Qahtsahlano (August‧Jack)曾維持了短暫的政治上統一，他繼承了所有族群的酋長的地位並且在福溪船河口的Snauq建立了他的住所，現在維尼爾公園在布勒橋的西方，比卡佩蘭奴保留區或瑪斯昆之間的住所選擇好，並且有選擇的那一方會對沒選擇的那方產生政治性的衝擊。

## 語言
他們傳統的語言hən̓q̓əmin̓əm̓（通常英語化為Hunquminum）現在已幾乎滅絕，它是薩利希語系哈爾科麥列姆語下游的方言，並且和南部的菲沙河鄰近族群很像。附近的光特仁和卡茲族國也說同樣的語言，而上遊的斯托盧人說其他的方言—Halq’əméyləm（被認為是上游方言）。溫哥華島的薩利希海峽人和喬治亞海灣南方的海灣群島則說另一種方言，胡爾庫米蒙語Hul'qumi'num'（通常英語化為Hulquminum）。

## 外部連結
- 瑪斯昆族國官方網頁
- 卑詩大學的歷史 （页面存档备份，存于）

## 延伸閱讀
- Dunkley, Katharine. Indian Rights and Federal Responsibilities: Supreme Court Musqueam Decision. [Ottawa]: Library of Parliament, Research Branch, 1985.
- Guerin, Arnold, and J. V. Powell. Hunq̓umỉn̉um ̉= Musqueam Language. Book 1. [Vancouver, B.C.?]: Musqueam Band, 1975.
- Johnson, Elizabeth Lominska, and Kathryn N. Bernick. Hands of Our Ancestors: The Revival of Salish Weaving at Musqueam. [Vancouver?]: University of British Columbia, Museum of Anthropology, 1986. ISBN 0888651082
- Suttles, Wayne P. Musqueam Reference Grammar. First Nations languages. Vancouver: UBC Press, 2004. ISBN 0774810025
- Weightman, Barbara Ann. The Musqueam Reserve: A Case Study of the Indian Social Milieu in an Urban Environment. Seattle, Wash: University of Washington, 1978.

1. ↑  溫哥華市政府.  (PDF).   [2023-07-17]. （原始内容存档 (PDF)于2023-07-17）.